# Hōchū Ōtsuka
Yoshitada Ōtsuka (大塚 芳忠, Ōtsuka Yoshitada), aussi connu sous le pseudonyme Hōchū Ōtsuka (大塚 芳忠, Ōtsuka Hōchū), est un seiyū japonais né le 19 mai 1954. Il est le doubleur japonais officiel de Gary Oldman, et de Jean-Claude Van Damme.
Il est connu comme étant la voix de Kyao Miraū dans Heavy Metal L-Gaim (en), Yazan Gable dans Mobile Suit Zeta Gundam, Akira Sendō dans Slam Dunk, Signalman dans Gekisou Sentai Carranger, Deneb dans Kamen Rider Den-O, Satô dans Ajin et Jiraya dans Naruto

## Profil
- Date de naissance : 19 mai 1954.
- Lieu de naissance : Okayama, Japon
- Groupe sanguin : A

- Hobbies : baseball, vélo, golf

## Rôles

### Anime
- Ajin (M.Sato)
- Akagi (l'arbitre menaçant de la bande Kurata)(ep. 14)
- Angels of Death (Abraham Gray)
- Anpanman (Katsubushiman)
- Arakawa Under the Bridge (Toru "Shiro" Shiroi)
- The Big O (Jason Beck "Gold")
- Baki 2018 (Oliva "Unchaine" Buiscuit)
- Bleach (|Metastacia)
- Blood+ (George Miyagusuku)
- Blue Dragon (Killer Bat)
- Boruto: Naruto Next Generations (Jiraya)
- Brigadoon: Marin & Melan (en) (Melan Blue)
- Captain Tsubasa (Makoto Sōda)
- Gunsmith Cats (série télévisée d'animation) (Bill Collins)
- Claymore (Orsay)
- Coyote Ragtime Show (en) (Bruce Dochley)
- Cowboy Bebop (Session 17, Jeune frère de Shaft)
- Demon Slayer: Kimetsu no Yaiba (Urokodaki)
- Détective Conan (Kikuji Banchō, Shōichirō Hitomi, Takehiko Hitomi, Katsuo Nabeshima)
- Durarara!! (Narrateur) (épisode 12.5: Narrateur du programme TV - uniquement sur la version DVD, Shiki épisode 15)
- Ergo Proxy (Proxy One)
- Figure 17 (en) (Isamu Kuroda)
- Isekai Shokudou (Tatsugoro)
- Ken - Fist of the Blue Sky (Zhāng Tài-Yán)
- Full Metal Panic! The Second Raid (Gates)
- Gallery Fake (en) (Roger Warner)
- Gintama (Abuto)
- Golden Kamui (Tsurumi)
- Hanma Baki (Oliva "Unchaine" Buiscuit)
- Heavy Metal L-Gaim (en) (Mirao Kyao)
- High School! Kimengumi (Nihiruda Yō, Kanzenji Ai)
- Kamen no Maid Guy (en) (épisode 11 Gold Fish Miyatsuguchi)
- Kami no Tou (Headon)
- Kannagi : Crazy Shrine Maidens (épisode 6 Propriétaire du café Maid )
- Kazemakase Tsukikage Ran (en) (épisode 11 Takagaki Kojuro)
- Kurogane Communication (en) (Cleric)
- L'Odyssée de Kino (Riku)*Metal Armor Dragonar (en) (|Tapp Oseano)
- Mobile Fighter G Gundam (Chibodee Crocket)
- Mobile Suit Zeta Gundam (Yazan Gable)
- Mobile Suit Gundam ZZ (Yazan Gable)
- Monster Princess (Dracul)
- My Sexual Harassment (en) (Niimi)
- Naruto (Jiraya)
- Neon Genesis Evangelion (Shiro Tokita)
- Nintama Rantarō (en) (Yasujirō, Susumu Masayuki)
- Nodame Cantabile (Miyoshi Takehiko)
- Noir (Krode Feddi)
- No Longer Rangers (Peltrola)
- One Piece (Montblanc Norland)
- One Piece (Zephyr - "Z au bras noir")
- Pandora Hearts (épisode 2 prêtre)
- Panty and Stocking with Garterbelt (épisode 4 fantôme)
- Pokémon (Kyō)
- RahXephon (Masayoshi Kuki)
- Ranma 1/2 (Gindo)
- Kenshin le vagabond (Tokisada Mutō)
- The Sacred Blacksmith (August Arthur)
- tensei shitara slime datta ken (Hakurou)
- Saint Seiya (Ushio)
- Saint Seiya Omega (Ushio)
- Saki (Grand-père de Kazue Nanpo)
- Saiyuki (Doctor Ni Jianyi)
- Saiyuki Reload (Doctor Ni Jianyi)
- Samurai Champloo (Jouji)
- Sergent Keroro (Nevara)
- Shangri-La (Mi-ko)
- Slam Dunk (Akira Sendoh, Norio Hotta)
- SoltyRei (Hou Chuu)
- Sonic X (Red Pine)
- Soul Eater (Little Ogre)
- Spice and Wolf (Zheren)
- Detective School Q (Taiki Yoshinari)
- Tekken: Bloodline (Paul Phenix)
- Texhnolyze (Kohagura Fuminori)
- Toaru Majutsu no Index II (en) (Terra of the Left)
- Transformers: The Headmasters (Ultra Magnus, Crosshairs, Wingspan, Ratbat, Deer Stalker)
- Transformers: Supergod Master Force (Ranger)
- Transformers: Victory (Gaihawk)
- Turn A Gundam (Gavane Gooney)
- Vandread (Tenmei Uragasami; AKA, Buzam A. Calessa "BC")
- Working!! (en) (Père de Mahiru)
- Yaiba (Kotarou)
- Yawara! A Fashionable Judo Girl (en) (Annonceur)
- Yu-Gi-Oh! Duel Monsters GX (X)
- Zoids : Chaotic Century (ja) (Gunther Prozen)
- K : Return of kings : Tenkei Iwafune

### OVA
- 3×3 Eyes (Jake McDonald)
- Blue Submarine 6 (en) (Alexander David Cekeros)
- Dinozaurs (en) (Dino Stego)
- Giant Robo: The Day the Earth Stood Still (en) (Gen)
- Hellsing Ultimate (Tubalcain Alhambra)
- The Irresponsible Captain Tylor (Barusarōmu)
- Kamen Rider Den-O: Collection DVD: Imagin Anime (Deneb)
- Last Order: Final Fantasy VII (Martial Artist Turk)
- Legend of the Galactic Heroes (Kāre Wirokku)
- Tortues Ninja : Les Chevaliers d'écaille (Leonardo)

### Tokusatsu
- Gekisou Sentai Carranger (Signalman, BB Donpa)
- Kamen Rider Den-O (Deneb/Kamen Rider Zeronos Vega Form)

### Films d'animation
- Bonobono (en) (Sunadori Neko-san)
- Ken le Survivant (Shuh)
- Kamen Rider Den-O: I'm Born! (en) (Deneb/Kamen Rider Zeronos Vega Form)
- Kamen Rider Den-O & Kiva: Climax Deka (en) (Deneb/Kamen Rider Zeronos Vega Form)
- Mobile Suit Zeta Gundam A New Translation II: Lovers (Yazan Gable)
- Mobile Suit Zeta Gundam A New Translation III: Love is the Pulse of the Stars (Yazan Gable)
- Nausicaä de la vallée du vent (Soldat Torumekia)
- Turn A Gundam I: Eearth Light (Gavane Gooney)
- Vampire Hunter D : Chasseur de vampires (Kyle)

### Jeux vidéo
- Assassin's Creed Origins (César)
- Azel: Panzer Dragoon RPG (Skiad-Ops Gash)
- Armored Core 2: Another Age (Emeraude)
- Call of Duty: Black Ops (Viktor Reznov) (dans la version doublée en japonais)
- Destroy All Humans! (Orthopox 13)
- Future GPX Cyber Formula: A New Challenger (AKF-0/1B Nemesis)
- Gungrave: Overdose (Rocketbilly Redcadillac)
- Gunparade March (en) (Hisaomi Sakagami)
- Kingdom Hearts 2 (Xigbar)
- Kingdom Hearts 358/2 Days (Xigbar)
- Kingdom Hearts Birth by Sleep (Braig)
- Metal Gear Solid: Peace Walker (Ramón Gálvez Mena)
- Sly 3: Honor Among Thieves (Captain LeFwee)
- Street Fighter Alpha 3 (Dee Jay)
- Super Robot Wars (Yazan Gable, Chibodee Crocket, Gavane Gooney, Jason Beck, Miraū Kyao, Tapp Oceano, Masayoshi Kuki)
- Tales of Rebirth (Walto)
- Tales of Symphonia: Dawn of the New World (Tenebrae)
- Tales of Xillia (Nachtigal I. Fan)
- Triangle Strategy (Travis)
- White Knight Chronicles (Dregiaz)
- Yakuza 4 (Kazuo Shibata)
- Zangeki no Reginleiv (Odin)
- Rune Factory: Guardians of Azuma (Sakaki)

### Doublages d’œuvres non-japonaise

#### Film
- Die Hard 2 : 58 minutes pour vivre (colonel Stuart)
- Batman Begins (Gordon) (Fuji TV Edition)
- Ben-Hur (Messala)
- Dracula (comte Dracula) (2e doublage japonais)
- L'Armée des morts (CJ)
- Desperate Housewives (Paul Young)
- Une journée en enfer (Die Hard with a Vengeance) (Zeus Carver)
- Docteur Quinn, femme médecin (révérend Timothy Johnson)
- Dune (Feyd-Rautha)
- Enter the Dragon (Williams)
- Le Cinquième Élément (Korben Dallas)
- L'Envolée sauvage (Thomas Alden)
- La Fête à la maison (Danny Tanner)
- Hannibal (édition TV) (Paul Krendler)
- Le Maître de guerre (Stitch)
- Independence Day (David Levinson)
- Jurassic Park (docteur Ian Malcolm)
- Kamen Rider Dragon Knight (général Xaviax)
- Le Monde perdu : Jurassic Park (docteur Ian Malcolm)
- Le Seigneur des anneaux (Aragorn)
- Permis de tuer (James Bond)
- Tuer n'est pas jouer (James Bond)
- La trilogie du Seigneur des anneaux (Aragorn)
- La trilogie Matrix (Agent Smith)
- Miami Vice : Deux flics à Miami (détective Larry Zito)
- Pirates des Caraïbes : Le Secret du coffre maudit (Davy Jones)
- Pirates des Caraïbes : Jusqu'au bout du monde (Davy Jones)
- Pirates des Caraïbes : La Fontaine de jouvence (Davy Jones)
- Predator 2 (Agent Keyes)
- la saga Saw (docteur Lawrence Gordon)
- Smallville (docteur Swann)
- Star Trek : La Nouvelle Génération (Data)
- Super Size Me (Morgan Spurlock)
- Twin Peaks: Fire Walk with Me (James Hurley (James Marshall), Phillip Jeffries (David Bowie))
- Underworld (Lucian)
- Van Helsing (Comte Dracula)
- West Side Story (Tony)
- Le monde ne suffit pas (Davidov)
- The Return of the King (Aragorn)
- X-Files : Aux frontières du réel (Investigator John Doggett)

#### Animation
- Capitaine Planète (Captain Planet and the Planeteers), Narrat=eur)
- Cars 2 (Finn McMissile)
- Le Géant de fer (Kent Mansley)
- Le Seigneur des anneaux (Meriadoc Brandebouc)
- ReBoot (Megabyte)
- Films Les Tortues Ninja (Leonardo)
- Titan A.E. (Professor Sam Tucker)
- Là-haut (Alpha le doberman)

### Autres
- Parc d’attraction de Tokyo sur Pirates de Caraïbes (Davy Jones)